# Mini-tabla

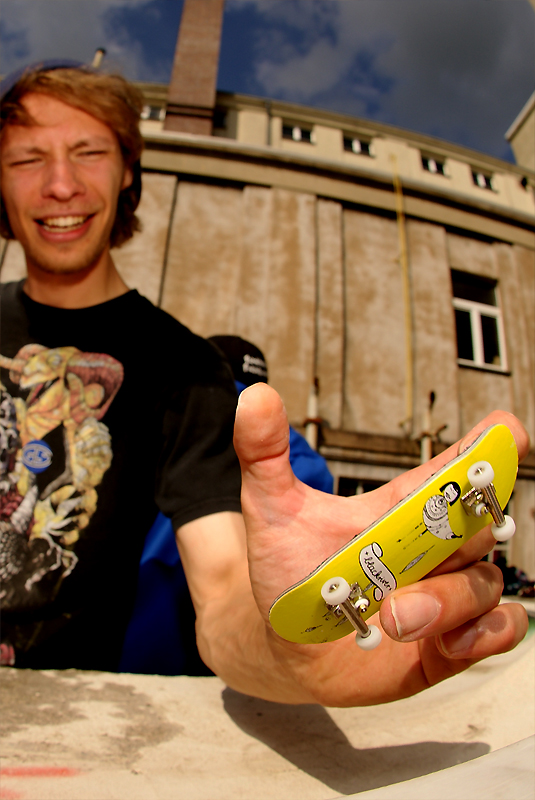
Mini tabla cuando se realiza un truco.

Un fingerboard o mini-tabla es una tabla de skate en miniatura controlada con los dedos de la mano. Usualmente los fingerboards son de 96, 98 y 100 milímetros de largo o más. Algunas tablas alcanzan los 103mm de longitud y la anchura de la tabla puede variar de 29mm a 35mm. Este deporte consiste en replicar los trucos de skate con los dedos. 
Lance Mountain ayudó a desarrollar los primeros fingerboards como un pasatiempo durante la década de 1970 e incluso escribió un libro acerca de como hacer fingerskates en la revista Skateboarder magazine en 1985. El fingerskate comenzó como deporte en Estados Unidos pero ya existía en Alemania. 
Aunque estos juguetes fueron una novedad por varios años, con el tiempo se convirtieron en juguetes coleccionables a medida que se creaban más marcas de calidad en la década de 1990. En la actualidad existen muchas marcas de fingerboard de bajo costo como Tech Deck, pero su calidad no alcanza a igualar a las marcas más reconocidas como Blackriver o Yellowood las cuales producen tablas profesionales de madera de cinco o siete capas, con ejes con dirección fieles a los de skate real y con ruedas con cojinetes.
Al igual que en el skateboarding se han creado rampas especiales para el fingerboard donde se pueden realizar varios trucos con dos dedos para simular las piernas del skater. Al igual que en el skate, en el fingerboard también hay distintas marcas de rampas. Las de juguete acostumbran a ser de plástico mientras que las profesionales, son de madera, metal, mármol, concreto, arcilla y cristal en algunos casos. Hay 4 posturas básicas: regular o goofy, fakie, nollie y switch. Existen 3 clases de fingerboarding: Vert (rampas y trucos aéreos) flatground (trucos de suelo y flips) o Street (Trucos de callejeo por escaleras, pasamanos, una ciudad, etc.)